# 애들레이드 유나이티드 FC
애들레이드 유나이티드 FC(Adelaide United FC)는 A리그 멘에 소속된 오스트레일리아의 프로축구단이다. 연고지는 남부에 위치한 사우스오스트레일리아주의 주도인 애들레이드이다. 애들레이드 유나이티드는 현재 사우스오스트레일리아주에서 A리그 멘에 참가하고 있는 유일한 팀이다.

## 역사
애들레이드 유나이티드는 A리그 이전의 리그였던 내셔널 사커 리그 (NSL)의 애들레이드 시티 FC의 공백을 메우기 위해 2003년에 창단되었다. 애들레이드 유나이티드는 내셔널 사커 리그의 2003-04시즌에 처음으로 참가하여 정규리그 3위를 차지하였다. A리그의 첫 시즌인 2005-06시즌에 정규리그 우승(프리미어)을 차지하였지만, 챔피언십에서는 3위를 기록하였다.
2006-07시즌에는 브라질의 유명한 축구 선수인 호마리우를 영입하여 4게임 동안 출전하기도 했었다. 애들레이드 유나이티드는 현재 A리그에 참가하고 있는 팀 가운데 AFC 챔피언스리그에 4회 이상 출전한 유일한 팀이다. 하지만 아직까지 최종시리즈인 챔피언십 우승을 하지는 못하였다.
2007-08시즌엔 애들레이드 유나이티드의 많은 선수들이 시즌 도중에 부상으로 이탈하였다. 이로 인해 애들레이드 유나이티드는 6위를 기록하며 처음으로 2위 이하의 성적을 거두며 최종시리즈 진출에 실패하였다. 한편 2008 ACL에서는 모두의 예상을 엎고 포항 스틸러스, 가시마 앤틀러스 등 동아시아의 강호들을 누르고 결승전에 진출하였으나 감바 오사카에게 패배하여 준우승에 머물렀다.

## 우승 기록

### 국내 대회

#### 리그
- A리그 챔피언십

● 우승 (1): 2016
● 준우승 (2): 2007, 2009
- A리그 프리미어십

● 우승 (2): 2005-06, 2015-16
● 준우승 (2): 2006-07, 2008-09

#### 컵
- FFA컵

● 우승 (1): 2014
- A리그 프리시즌 챌린지컵

● 우승 (2): 2006, 2007

### 국제 대회

#### 아시아 대회
- AFC 챔피언스리그

● 준우승 (1): 2008

## 연도별 성적
| 시즌    | 팀 수 | 프리시즌컵 | 프리미어십 순위 | 최종 진출 | 최종 순위 | ACL 출전권         | ACL 성적       |
| ------- | ----- | ---------- | --------------- | --------- | --------- | ------------------ | -------------- |
| 2005-06 | 8     | 6위        | 프리미어        | 진출      | 3위       | 2007년 대회에 진출 | -              |
| 2006-07 | 8     | 우승       | 2위             | 진출      | 2위       | 2008년 대회에 진출 | 조별리그 (3위) |
| 2007-08 | 8     | 우승       | 6위             | 진출 못함 | 6위       | -                  | 준우승         |
| 2008-09 | 8     | 4위        | 2위             | 진출      | 2위       | 2010년 대회에 진출 | -              |
| 2009-10 | 10    | -          | 10위            | 진출 못함 | 10위      | -                  | 16강           |

## 선수 명단

### 현역
참고: FIFA 자격 규정에 따라 소속된 국가대표팀 국기를 표시합니다. 선수는 복수의 FIFA 비회원국 국적을 가지고 있을 수 있습니다.
| 번호 | 포지션 | 국적 | 이름        |
| ---- | ------ | ---- | ----------- |
| 3    | DF     |      | 바트 브린츠 |

| 번호 | 포지션 | 국적 | 이름          |
| ---- | ------ | ---- | ------------- |
| 43   | FW     |      | 줄리안 콰이탈 |

## 역대 감독
| 감독            | 임기        |
| --------------- | ----------- |
| 오렐리오 비드마 | 2007 ~ 2010 |
| 기예르모 아모르 | 2015 ~ 2017 |
| 칼 베아트       | 2020 ~      |